# Gare d'Haubourdin-Halte
Ne doit pas être confondu avec Gare d'Haubourdin.
La gare d'Haubourdin-Halte est une gare ferroviaire française de la ligne d'Haubourdin à Saint-André, située sur le territoire de la commune d'Haubourdin dans le département du Nord, en région Hauts-de-France.

## Situation ferroviaire
Établie à 23 mètres d'altitude, la gare d'Haubourdin-Halte est située au point kilométrique (PK) 12,524 de la ligne d'Haubourdin à Saint-André.

## Histoire
En 1892, une demande de création d'une voie de garage en gare d'Haubourdin-Halte est formulée par Auguste Potié, ancien maire d'Haubourdin, au conseil général du Nord. Sa demande est acceptée.
Une carte postale ancienne montre le bâtiment sur sa façade portant le nom "Haubourdin" et non "Haubourdin-Halte", et ce malgré l’existence à la même époque de la gare d'Haubourdin.
La ligne d'Haubourdin à Saint-André n'est plus exploitée pour le trafic voyageurs mais reste en service pour le fret. Le bâtiment voyageurs a été reconverti en habitation privée.